# Lista de primazes de Antioquia
Esta é uma lista de bispos, arcebispos e patriarcas cujo título contém uma referência à cidade de Antioquia.
- Lista de patriarcas de Antioquia (antes de 518)
- Lista dos patriarcas de Antioquia da Igreja Ortodoxa Síria (512 até hoje)
- Lista dos patriarcas ortodoxos gregos de Antioquia (518 até hoje)
- Lista dos patriarcas latinos de Antioquia (1098 até 1964, quando foi abolido)
- Lista de patriarcas da Igreja Greco-Católica Melquita (1724 até hoje)

- Patriarca Católico Maronita de Antioquia (século VIII até hoje)

- Patriarca Católico Sírio de Antioquia (1783 até hoje)